# École de Leyde

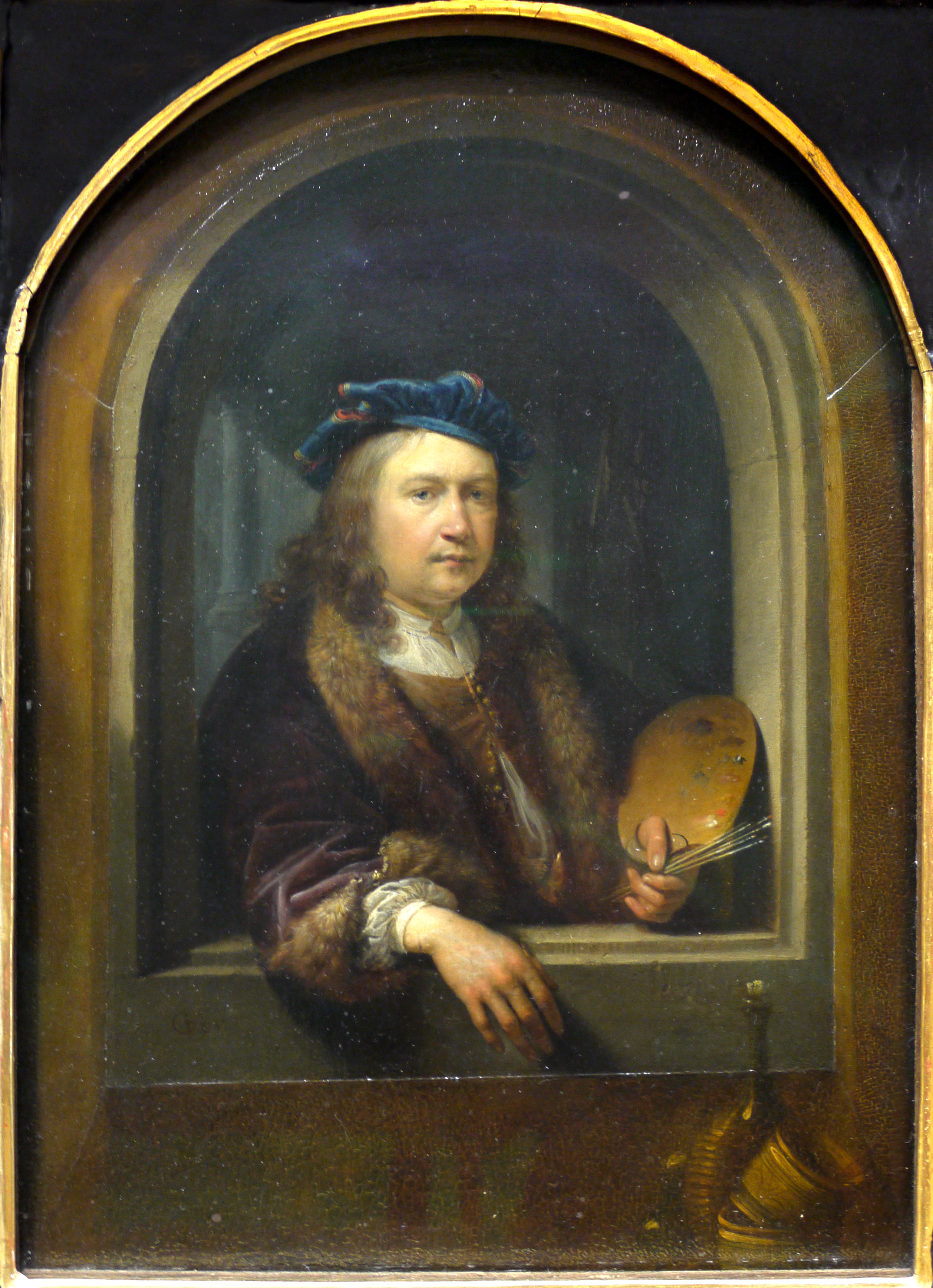
Autoportrait à la palette dans une niche, par Gérard Dou, vers 1660/1665.

 (octobre 2013).
L'école de Leyde est une école de peinture des Pays-Bas, née au XVIIe siècle dans la ville de Leyde, ville natale de Rembrandt.
Au XVIIe siècle, Leyde était l'une des villes les plus importantes et prospères des Pays-Bas, ville universitaire imprégnée d'une tradition humaniste. Elle s'enorgueillit d'abriter une école picturale puissante et diverse reconnue dans l'exécution de natures mortes qui en firent la notoriété. L'école de Leyde était réputée tant par le choix de ses sujets, notamment des objets de la vie quotidienne mais surtout vanités, que par les œuvres des meilleurs de ses peintres tels que Gérard Dou, Harmen van Steenwyck, Pieter Potter, Caspar Naarden ou Jan Jansz den Uyl. Les peintures de l'école de Leyde devinrent très prisées aux Pays-Bas : 

« Il se peut que le peintre David Bailly ait été le premier à imaginer des compositions formées de tout un répertoire de symboles. Les frères Pieter et Harmen Steenwijck, et aussi Caspar Naarden, se placent à la tête des peintres de Vanités, nombreux à Leyde »

## Principaux représentants
Parmi les principaux représentants de l'école de Leyde, on peut citer : 
- Gérard Dou : il est le principal représentant de l’école de Leyde, dite de la « peinture fine » (Fijnschilderei). Formé par Rembrandt, il est si proche du style de son maître que l’on attribue certaines œuvres à un travail commun entre les deux artistes.